# Rodrigo Mora
Rodrigo Mora, vollständiger Name Rodrigo Nicanor Mora Núñez, (* 29. Oktober 1987 in Rivera) ist ein ehemaliger uruguayischer Fußballspieler.

## Karriere
Der 1,72 Meter große Offensivakteur Mora gehörte zu Beginn seiner Karriere von 2006 bis Mitte 2008 dem Kader der Profimannschaft von Juventud an. Für den Klub aus Las Piedras absolvierte er in der Saison 2007/08 27 Partien in der Primera División und erzielte fünf Treffer. Anschließend spielte er bis in den Januar 2010 bei Defensor Sporting und wurde dort in 21 Begegnungen der höchsten uruguayischen Spielklasse eingesetzt, bei denen er drei Tore schoss. Zudem erreichte er mit der Mannschaft das Viertelfinale der Copa Libertadores 2009. Es folgte ein bis Ende Juni 2010 währendes Engagement auf Leihbasis beim Club Atlético Cerro. Die Montevideaner setzten ihn zwölfmal in der Primera División ein, dabei traf er neunmal ins gegnerische Tor. In der Saison 2010/11 stand er erneut in Reihen von Defensor Sporting. In der Apertura trat er bei 15 Ligaeinsätzen elfmal als Torschütze in Erscheinung. In der anschließenden Rückrunde kam er jedoch nicht mehr zum Einsatz. Anfang Juli 2011 verpflichtete ihn Benfica Lissabon. Die Portugiesen griffen jedoch nur in jeweils einem Liga- und Pokalspiel auf seine Dienste zurück. Mitte Januar 2012 transferierte man ihn leihweise zum Club Atlético Peñarol. In der Clausura 2012 bestritt er zwölf Erstligapartien für die „Aurinegros“ und schoss zehn Tore. Ab Mitte August 2012 setzte er seine Karriere ebenfalls auf Leihbasis bei River Plate fort. Ein Jahr später wurde er fest verpflichtet. Bis Mitte Januar 2014, als er an CF Universidad de Chile ausgeliehen wurde, absolvierte er für die Argentinier 40 Begegnungen in der Primera División und erzielte sieben Treffer. Sein Engagement bei den Chilenen währte bis zur Jahresmitte. Mit einem persönlichen Torerfolg bei neun Erstligaeinsätzen zeigte er sich deutlich weniger torgefährlich. Seit Juli 2014 ist erneut River Plate sein Arbeitgeber. Nachdem er zur Jahresmitte ein Angebot des saudi-arabischen Klubs Al Nassr ausgeschlagen hatte, verlängerte er im November 2015 seinen Vertrag bei den Bonarensern um drei weitere Jahre. Bislang (Stand: 26. Juli 2017) wirkte er dort nach seiner Rückkehr in 59 Erstligaspielen mit und schoss 17 Tore. Auf internationaler Ebene gewann er mit der Mannschaft die Copa Sudamericana 2014, die Copa Libertadores 2015 sowie die Recopa Sudamericana 2015 und 2016. Als nationale Titelgewinne unter seiner Mitwirkung kann er die Super Copa 2014/15 und die Copa Argentina 2016 vorweisen.

## Erfolge
- Copa Sudamericana: 2014
- Recopa Sudamericana: 2015, 2016
- Copa Libertadores: 2015, 2018
- Copa Suruga Bank: 2015
- Copa Argentina: 2015/16, 2016/17
- Supercopa Argentina: 2017